# مارك نايلور
مارك نايلور (بالإنجليزية: Mark Naylor) هو منافس ألعاب قوى بريطاني، ولد في 10 سبتمبر 1957.

## وصلات خارجية
- مارك نايلور على موقع أوليمبيديا (الإنجليزية)
- مارك نايلور على موقع اللجنة الأولمبية البريطانية (الإنجليزية)
- مارك نايلور على موقع اتحاد ألعاب الكومنولث (مؤرشف) (الإنجليزية)